# Scytalopus petrophilus
El churrín roquero (Scytalopus petrophilus), también denominado churrín serrano o tapaculo serrano,[cita requerida] es una especie de ave paseriforme perteneciente al numeroso género Scytalopus de la familia Rhinocryptidae. Es endémica del sureste de Brasil.

## Distribución y hábitat

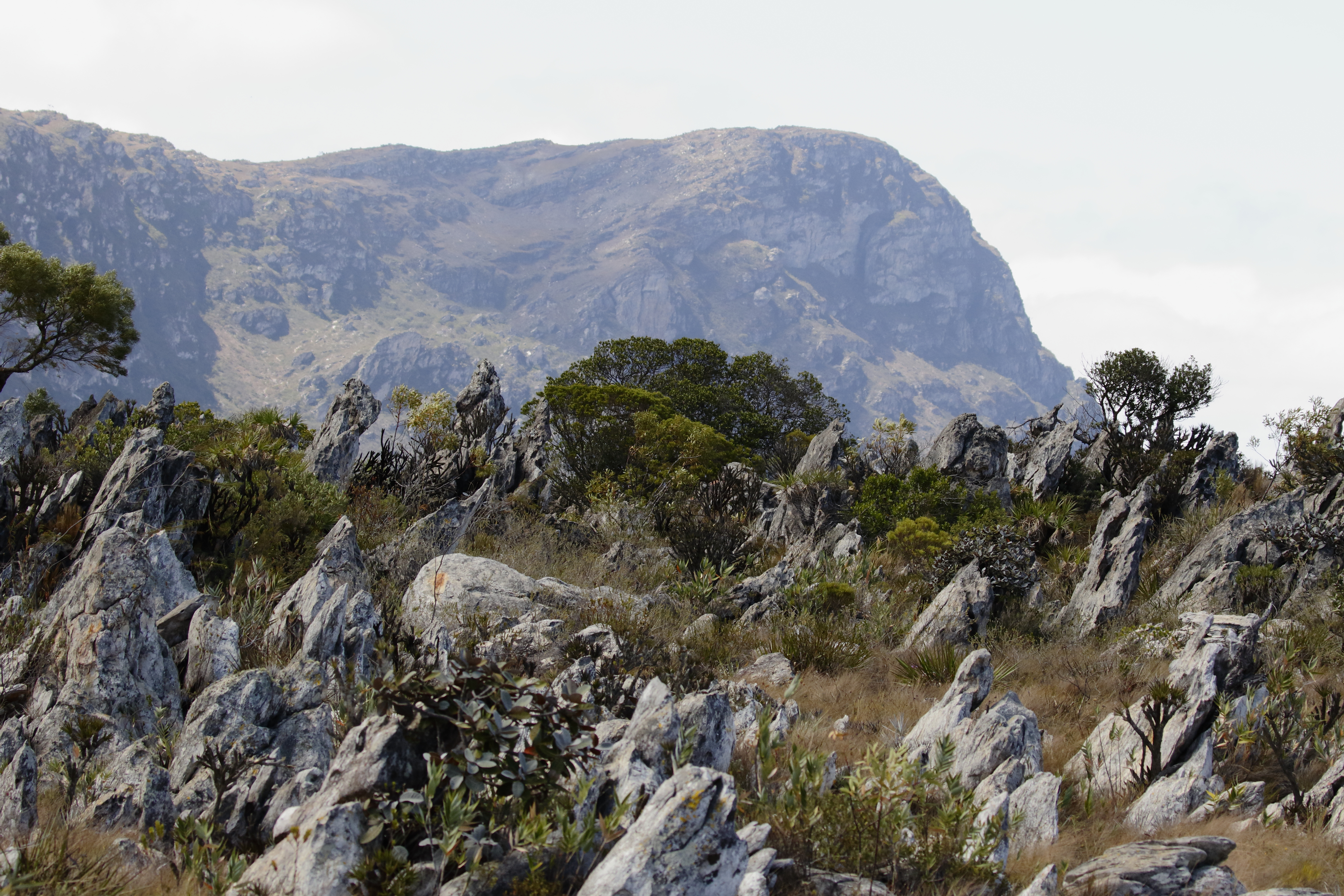
Serra do Cipó, Santana do Riacho, estado de Minas Gerais, ejemplo de hábitat de la especie.

Se encuentra en el centro y sur de la serra do Espinhaço, a altitudes de 900 a 2100 m, y en la sierra de la Mantiqueira en Minas Gerais, Brasil, aunque también puede encontrarse en las partes adyacentes de Río de Janeiro y São Paulo.
Se encuentra en una amplia variedad de hábitats, desde formaciones abiertas de arbustos e hierbas en zonas rocosas altas, hasta áreas forestales en colinas. En la serra do Espinhaço es común en zonas escabrosas, asociaciones rocosas de árboles bajos, arbustos y pastizales denominados «campos rupestres», tipificados como de un alto nivel de endemismos. Se parece bastante al churrín de Diamantina (Scytalopus diamantinensis) y al churrín de Pacheco (Scytalopus pachecoi) en su aspecto y canto.

## Descripción
Mide 13 cm de longitud y pesa 15 g. Los loros, barbilla, auriculares y la garganta son grises. El pecho es mezclado con dos tonos de gris; el ábdomen es gris claro, lavado de blanquecino. La corona, nuca, dorso, escapulares, remiges y la cola son de color gris oscuro. Los flancos, cobertoras inferiores y superiores de la cola varían entre pardo amarillento y amarillo pardusco, barradas con negro. El pico es negro con punta gris; tarsos y pies son de color crema pardusco; el iris es pardo oscuro. La cola posee doce rectrices.

## Comportamiento
Forrajean principalmente en el suelo, solos o en pares. Andan lentamente entre las rocas o hendiduras en la densa vegetación de los campos rupestres, y en el enmarañado de selvas nubosas. En los bosques más secos del centro sur de Minas Gerais, forrajean escarbando y probando en la hojarasca.

### Alimentación
Se conoce muy poco sobre su dieta, los estómagos de cinco especímenes contenían solo fragmentos de insectos, aunque se presume que también se alimenten de otros pequeños artrópodos.

### Reproducción
Se conoce muy poco sobre los hábitos reproductivos de la especie. Las observaciones de los especímenes colectados permiten sugerir que la reproducción ocurre durante la primavera, entre los meses de septiembre y noviembre.

### Vocalización
Cantan con más frecuencia entre agosto y octubre. Los machos cantan de lo alto de una piedra oculta por la vegetación o de perchas bajas dentro del bosque, principalmente luego después del amanecer hasta cerca de las 8:00 horas de la mañana, ocasionalmente durante el resto del día, especialmente en días nublados, con otro pico en el atardecer, especialmente en días claros.
El churrín roquero emite al menos cuatro tipos distintos de vocalizaciones, que muestran gran similitud con las voces de S. pachecoi y S. diamantinensis y muy poca o ninguna con S. novacapitalis. Pero, lo más importante, emite un fuerte llamado modulado «pziin», ausente en S. diamantinensis y en  S. novacapitalis.
El canto es una prolongada y rápida sucesión de una única nota «tchiip» que frecuentemente dura más de un minuto.

## Sistemática

### Descripción original
La especie S. petrophilus fue descrita por primera vez por los ornitólogos estadounidense Bret M. Whitney y brasileños Marcelo Ferreira de Vasconcelos, Luís Fábio Silveira & José Fernando Pacheco en 2010 bajo el mismo nombre científico; localidad tipo «Serra da Piedade, Caeté, Minas Gerais, Brasil (19°49′S, 43°40′W), a 1720 m de altitud». El holotipo se encuentra depositado en el Museo de Zoología de la Universidad de São Paulo bajo el código MZUSP 78822.

### Etimología
El nombre genérico masculino «Scytalopus» deriva del griego «skutalē, skutalon»: bastón, palo, garrote, y «pous, podos»: pies; significando «con los pies como  garrotes»; y el nombre de la especie «petrophilus», proviene del griego «petra»: piedra  y «philos»: amante, que gusta de; significando «amante de piedras».

### Taxonomía
La presente especie está más próximamente relacionada con Scytalopus novacapitalis; se superpone marginalmente con Scytalopus speluncae en el extremo sureste de Minas Gerais. La redefinición de los miembros de este género en las tierras altas del este de Brasil tiene como base amplios trabajos recientes y análisis de la estructura genética de las poblaciones. La taxonomía de todo el grupo de churrines del oriente brasileño es confusa por un aparente cline adaptacional que varía desde fenotipos gris oscuro con pocas (o ninguna) plumas barradas (al menos en machos adultos) en las montañas costeras, a pájaros color gris claro con flancos marcadamente barrados en regiones interiores; son necesarias más investigaciones. Es monotípica.
Aquí se sigue el criterio del Comité de Clasificación de Sudamérica (SACC), pero la taxonomía es extremadamente compleja, y es posible que el nombre científico correcto de esta especie relativamente más clara sea S. speluncae, en cuyo caso la especie con estrecha relación a la región de la Serra do Mar sea S. notorius.

### Nombre científico
En 2006, surgieron dudas sobre el uso del nombre científico de S. speluncae. Un examen de tipo nomenclatural del S. speluncae (Ménétriés, 1835) dio lugar a la conclusión de que este nombre pertenecía a una población relativamente pálida de la Serra do Espinhaço que anteriormente se incluía dentro de S. novacapitalis. Esto significa que la población relativamente oscura de la región de la Serra do Mar, –la población que tradicionalmente había sido llamada S. speluncae– tuvo que recibir un nuevo nombre: S. notorius ("notorius" para ilustrar su problemática historia taxonómica). Esta conclusión fue cuestionada en el 2007, que sostiene que la población de la región de la Serra do Mar es S. speluncae, mientras que la población de la zona central y sur de la Serra do Espinhaço se considera como no descrita, y la población situada más al norte de la Serra do Espinhaço fue descrita como una nueva especie, S. diamantinensis. Aunque la posibilidad de dos especies en la Serra do Espinhaço no fue cuestionada en un artículo publicado el año siguiente, la conclusión de que el nombre de S. speluncae pertenecía a la especie de la Serra do Mar era principalmente sobre la base de que no hay comparación directa del tipo nomenclatural de S. speluncae que se había hecho en 2007 (a diferencia del artículo de 2006). En 2010, otros autores llegaron a una conclusión diferente, ya que sugieren que la descripción original de Édouard Ménétries en 1835 es más adecuada a la especie relativamente oscura de la región de la Serra do Mar. También concluyeron que la localidad original de São João del-Rei (dentro del rango de la especie relativamente pálida al centro y sur de la Serra do Espinhaço) proporcionado por Ménétries era incorrecta, y que en realidad se recogió en algún lugar del centro de Río de Janeiro (dentro del rango de la especie de la Serra do Mar). Después de esto, la especie relativamente pálida de la parte sur y centro de la región de la Serra do Espinhaço fue descrita como una nueva especie, Scytalopus petrophilus. Esta opinión fue apoyada por el SACC.
La evidencia filogenética sugiere que hay taxones inéditos del género Scytalopus que permanecen en el este de Brasil.